# Arminia Ludwigshafen
Arminia Ludwigshafen (vollständiger Name: Fußballclub Arminia 03 e. V.) ist ein Fußballverein aus der rheinland-pfälzischen Industriestadt Ludwigshafen am Rhein.

## Geschichte
Der Verein wurde 1903 als 1. FC Arminia Rheingönheim gegründet. In der Zeit des Nationalsozialismus ging er in dem Großverein TSG Rheingönheim auf. Nach dem Zweiten Weltkrieg wurde der Verein zunächst als VfL Rheingönheim wiedergegründet und spielte zunächst in der Landesliga Vorderpfalz, der damals höchsten Amateurklasse. In der Saison 1947/48 belegte der Verein den zehnten und in der Saison 1948/49 den siebten Platz. Ab 1949 hieß der Verein wieder FC Arminia Rheingönheim. In der Saison 1949/50 erreichte der Verein den zweiten, in der Saison 1950/51 den elften und in der Saison 1951/52 erneut den elften Platz. Dieser reichte nicht für die Qualifikation zur neuen 1. Amateurliga Südwest, so dass Arminia Rheingönheim danach in der 2. Amateurliga spielte.
1966 stieg der Verein wieder in die höchste Amateurklasse im Südwesten auf und hielt sich dort neun Jahre. Seit 1969 nennt sich der Verein Arminia Ludwigshafen, hat aber sein traditionelles Vereinswappen mit den Buchstaben F, C, A und R beibehalten. In der Saison 1969/70 wurde mit dem vierten Rang die beste Platzierung dieser Zeit erreicht. Nach mehreren Jahren in der Bezirksliga Vorderpfalz stieg die Arminia 1988 in die Kreisliga ab. Im Jahre 1995 gelang die Rückkehr in die Bezirksliga. Doch genau wie in der Saison 1998/99 dauerte das Gastspiel in der Bezirksliga nur ein Jahr.
Drei Aufstiege in Folge führten die Arminia 2005 zurück in die Verbandsliga Südwest. 2011 gelang erstmals der Aufstieg in die Oberliga Südwest, die zum Beginn der Saison 2012/13 in Oberliga Rheinland-Pfalz/Saar umbenannt wurde. Im ersten Oberligaspieljahr 2011/12 belegte der Verein als Aufsteiger einen 4. Platz. In der Folgesaison 2012/13 erreichte Arminia den 6. Platz. In der Saison 2016/17 verfehlte die Arminia als Tabellensechzehnter den Klassenerhalt und musste in die Verbandsliga absteigen.
In der Saison 2017/18 erfolgte der direkte Wiederaufstieg in die Oberliga Südwest, der nach einem 0:0 gegen Hassia Bingen am vorletzten Spieltag feststand.

## Stadion
Seit 1977 trägt der Verein seine Heimspiele auf der Bezirkssportanlage Rheingönheim aus. Vereinzelt werden Spiele im Südweststadion in Ludwigshafen ausgetragen.

## Bekannte ehemalige Spieler
- Walter Frosch
- Stefan Malz